# Insel Mainau (Schiff)
Die Insel Mainau ist ein elektrisch angetriebenes Fahrgastschiff der Bodensee-Schiffsbetriebe in Konstanz. Es verkehrt auf dem Bodensee.

## Geschichte
Das Schiff des Typs ASP-300 wurde unter dem Projektnamen „Artemis“ von Oktober 2021 bis Juli 2022 gebaut. Die einzelnen Sektionen wurden auf der Werft Ostseestaal in Stralsund gefertigt und per Lkw zur BSB-Werft in Friedrichshafen gebracht. Dort wurden die Sektionen zusammengebaut. Der Stapellauf fand am 28. Juni, die Taufe am 17. Juli 2022 statt. Der Bau des Schiffes kostete 3,6 Mio. Euro und wurde von der Bundesrepublik Deutschland mit 300.000 Euro gefördert. Entworfen wurde das Schiff von dem Unternehmen Ampereship, eine Tochtergesellschaft von Ostseestaal, das auf die Entwicklung von elektrisch angetriebenen Fahrgastschiffen und Fähren spezialisiert ist.
Das Schiff wurde im September 2022 in Dienst gestellt und verkehrt seit September 2022 auf dem Überlinger See im Kursverkehr zwischen Unteruhldingen und der Insel Mainau.

## Technische Daten und Ausstattung
Das Schiff wird von zwei Elektromotoren mit jeweils 75 kW Leistung angetrieben, die auf zwei Propellergondeln wirken. Weiterhin ist das Schiff mit zwei mit jeweils 35 kW Leistung angetriebenen Bugstrahlrudern ausgestattet. Als Energiespeicher stehen Lithium-Polymer-Akkumulatoren mit circa 960 kWh zur Verfügung. Die Stromerzeugung erfolgt über bifaziale Solarmodule, die auf einer Fläche von 134 m² auf dem Dach über dem oberen Passagierdeck angebracht sind. Die elektrische Leistung der Solarmodule beträgt rund 20 kWp. Zusätzlich werden die Akkumulatoren in der Mittagspause und nachts im Hafen geladen.
Der Rumpf ist als Katamaran ausgelegt. In den Schwimmkörpern sind unter anderem die Batterieräume und weitere technische Betriebsräume untergebracht. Darauf sind die Aufbauten aufgesetzt. Auf dem Hauptdeck befindet sich ein geschlossener Fahrgastraum mit Sitzplätzen für die Passagiere sowie im vorderen Bereich ein offener Bereich, auf dem 18 Fahrräder transportiert werden können. Das obere Deck ist ein offenes aber überdachtes Deck mit Sitzplätzen für die Passagiere sowie dem Steuerhaus im vorderen Bereich des Schiffes. Das Schiff ist für 300 Passagiere zugelassen.